# Parque Industrial de Arequipa
El Parque Industrial de Arequipa es la zona industrial más antigua y más importante de la ciudad de Arequipa, está ubicada en el distrito del mismo nombre y se extiende sobre un área de 52 hectáreas en las inmediaciones de la Carretera Panamericana (Variante de Uchumayo). El parque industrial surge como parte de las tareas realizadas por la Junta de Rehabilitación de Arequipa después del terremoto de Arequipa de 1960.

## Precursores
La industria arequipeña fue históricamente de carácter artesanal y productora de bienes de consumo antes de 1.ª década del 50. Muchas de estas antiguas expresiones industriales estaban dentro del recinto urbano y ocupaban fracciones de viviendas. Inclusive algunas de ellas como las curtiembres que podían tener incompatibilidades ambientales, estuvieron muy próximas al núcleo urbano. Otras como los molinos ocuparon las orillas del río Chili desde la época fundacional. La noción de una Arequipa industrial comienza tímidamente a fines del siglo XIX y se concretara en la segunda mitad del siglo pasado.
La expansión del Parque Industrial inaugurado a fines de 1966 vendrá a consolidar la incipiente tendencia que marcaron los establecimientos precursores como Leche Gloria, Cervecerías del Sur, la Ibérica y La Victoria. Las líneas de desgravación impositiva para radicación de industrias de preferente interés (Decreto Supremo 95H/del año 1964) fueron una de las circunstancias movilizadoras. El área del Parque Industrial fue un objeto de normatividad urbanística específica aunque se lo estructuró sobre una red de calles ancha, con factores de ocupación de suelo generoso y un loteo extensivo.

## Inicios
Nace a partir de las tareas realizadas por la Junta de Rehabilitación y Desarrollo de Arequipa, creada luego del terremoto de 1960 como parte de una serie de tareas excepcionales en la formulación de planes de inversión en diferentes sectores de la ciudad.
Dentro de las muchas obras de esta empresa, en una primera etapa incursionó en la incipiente arquitectura industrial en los proyectos para la fábrica de aceros de Arequipa (en la actualidad Aceros Arequipa) y la de cementos que se colocaría en Yura (en la actualidad Cementos Yura).

### Surgimiento
La extensión de las redes eléctricas y de agua, producto de la ampliación de redes en 1954, así como la concentración de mano de obra favoreció la posibilidad y una concentración de capitales para la conformación de un parque industrial. Para ello la Junta de Rehabilitación de Arequipa adquirió una zona de 3 kilómetros al costado de la Carretera Panamericana y en aquel entonces se dispuso una superficie de 52 ha que venían lotizados en un 77%, con edificios comunales (4%) y el resto vías de comunicación (19%). Se formaron así 47 lotes que iban a 1.900 a 5.400 m²cuya adquisición y radicación industrial tenían exenciones tributarias de fomento.

## Consolidación
Arequipa concentraba a fines de la década del 70, casi el 80% del producto bruto industrial de la región sur del Perú, consolidando así un ciclo de transformación de su sostén productiva con fuertes inversiones en agroindustrias y otros sectores.
A finales del año pasado se estuvo en conversaciones para formar una sola asociación entre los tres parques industriales mencionados, que al final quedarían bajo la administración de ADEPIA.